# Шарковщинський район
Шарковщинський район (біл. Шаркоўшчынскі раён) — адміністративна одиниця на заході Вітебської області. Адміністративний центр — селище міського типу Шарковщина. У 1962 році район був скасований, у 1966 — відновлений знову.

## Географія
Річки: Голбиця, Янка.

## Демографія
Населення району становило — 21,0 тис. чоловік, у тому числі в смт Шарковщина — 7,3 тис. чоловік. Середня щільність на 1 кв. км — 19,0 чоловік.
Чисельність населення району на 1 січня 2009 року склала 19,7 тис. чоловік. За 2008 рік у районі народилося 162 осіб, померло 364 осіб.